# فرودگاه مارابا
فرودگاه مارابا (به انگلیسی: Marabá Airport) (به زبان بومی: Aeroporto de Marabá) یک فرودگاه همگانی مسافربری با کد یاتا MAB است که یک باند فرود آسفالت دارد و طول باند آن ۲۰۰۰ متر است. این فرودگاه در کشور برزیل قرار دارد و در ارتفاع ۱۰۹ متری از سطح دریا واقع شده‌است.

## شرکت‌های هواپیمایی و مقصدهای پروازی
| شرکت‌های هواپیمایی     | مقصدهای پروازی                                    |
| --------------------- | ------------------------------------------------- |
| آزول برزیلین ایرلاینز | ول د کائس، تانکردو نوس، برازیلیا، کرایس، توکوروئی |
| گول ایر ترنسپورت      | ول د کائس، برازیلیا                               |
| تام ایرلاینز          | ول د کائس، برازیلیا                               |